# Paquistão nos Jogos Olímpicos de Verão de 1972
O Paquistão competiu nos Jogos Olímpicos de Verão de 1972, realizados em Munique, Alemanha Ocidental.